# Slittino ai XV Giochi olimpici invernali
Ai olimpiadi invernali del 1988 di Calgary (Canada), vennero assegnati tre titoli olimpici nello slittino. Le gare si svolsero sulla pista del Canada Olympia Parc. La pista divenne un azzardo a causa delle condizioni climatiche. Forti folate di vento disturbarono gli atleti e i risultati vennero falsati da forti variazioni della temperatura della pista.

## Podi

### Uomini
| Evento                      | Oro                                        | Tempo    | Argento                                 | Tempo    | Bronzo                                           | Tempo    |
| Singolo maschile (dettagli) | Jens Müller                                | 3'05"548 | Georg Hackl                             | 3'05"916 | Jurij Charčenko                                  | 3'06"274 |
| Doppio maschile (dettagli)  | Germania Est Jörg Hoffmann Jochen Pietzsch | 1'31"940 | Germania Est Stefan Krauße Jan Behrendt | 1'32"039 | Germania Ovest Thomas Schwab Wolfgang Staudinger | 1'32"274 |

### Donne
| Evento                       | Oro                  | Tempo    | Argento              | Tempo    | Bronzo          | Tempo    |
| Singolo femminile (dettagli) | Steffi Walter-Martin | 3'03"973 | Ute Oberhoffner-Weiß | 3'04"105 | Cerstin Schmidt | 3'04"181 |

## Medagliere
| Posizione | Paese            |   |   |   | Totale |
| --------- | ---------------- | - | - | - | ------ |
| 1         | Germania Est     | 3 | 2 | 1 | 6      |
| 2         | Germania Ovest   | 0 | 1 | 1 | 2      |
| 3         | Unione Sovietica | 0 | 0 | 1 | 1      |
| Totale    | Totale           | 3 | 3 | 3 | 9      |